# Halictus trimeni
Halictus trimeni är en biart som beskrevs av Cockerell 1920. Halictus trimeni ingår i släktet bandbin, och familjen vägbin. Inga underarter finns listade i Catalogue of Life.